# スーパープレッシャー気球
スーパープレッシャー気球は、成層圏などの高層大気に放たれる内圧が一定のガス気球。水素やヘリウムが充填され、18kmから53km程度までの高さに到達する。

## 概要
従来の高高度気球では皮膜の耐圧性能がそれほど高くないため、上昇して気圧が低くなったり昼間に太陽光で温められ内圧が上がったりした場合にはガスを放出して内圧を下げ、皮膜にかかる力を一定値以下に保っていた。夜間には低温になりガスが収縮するため、今度はバラストを放出して高度を維持する。しかしこの過程を繰り返しているうちに徐々にガス（および調整用のバラスト）が減少するため、長期間の滞留には適さなかった。一方、スーパープレッシャー気球では耐圧性の高い皮膜によりガスを放出しなくても良くなり、浮力が昼夜を問わず維持されるため長期間の滞留に適し、100日間の飛行も可能になるとされる。地球の大気圏だけでなく金星や火星の大気での長期間の観測に使用する計画もある。
スーパープレッシャー気球を実現するためには皮膜にかかる大きな力に耐えられるようにしなければならず、なかなか実現できずにいたが、フィルム材料の選定、接着方法の改善、フィルムとロープの固定方法の見直し、気球の型紙の形状の改良、気球頭部尾部構造の変更などの改良を重ねることで、2006年には体積2,000m3の気球を飛翔させ、十分に圧力に耐えられることが確認された。グンゼや藤倉航装などと共同で、ポリエチレン、ナイロン、エバールを5層に重ねた厚さ0.025ミリメートルの樹脂膜が開発され、2006年の試験では直径42メートルの「PB30」型と同55メートルの「PB60」型の各3分の1のモデルが製作され、気球に段階的に空気を注入して膨らませながら、その都度、内圧や形状などを計測することで、強度の確認と設計の妥当性の検証が実施され、さらに限界まで空気を注入して最大耐圧能力を測定する破壊試験が実施され、成層圏での実用内圧の10倍である2000Paにも耐え、ほぼ設計基準である2089Paで破裂して実験は成功した。2013年には4000Paで強度を維持することが確認された。